# La Thành (métro de Hanoï)
La Thành est une station de la ligne 2A du métro de Hanoï. Elle est située dans le quartier Quốc Tử Giám du district de Dong Da à Hanoï au Viêt Nam.
Elle est mise en service, comme la ligne, en 2021. 

## Situation sur le réseau

Plan de la ligne 2A.

Établie en aérien, la station La Thành de la ligne 2A, du métro de Hanoï, est située entre la station Cát Linh, terminus nord, et la station Thái Hà, en direction du terminus sud ouest Yên Nghĩa.

## Histoire
La station La Thành, après de nombreux retards de la construction de la ligne, est mise en service le 6 novembre 2021, lors de l'ouverture à l'exploitation de la ligne 2A du métro de Hanoï, entre Cát Linh et Yên Nghĩa.

## Services aux voyageurs

### Accès et accueil
La station est accessible, au niveau du sol, par des escaliers et des escaliers mécaniques et un ascenseur pour les personnes en situation de handicap. C'est au premier niveau que l'on trouve les bornes pour l'achat de titres de transports et les Portillon d'accès pour la validation des billets. Au deuxième niveau on accède deux quais latéraux par les mêmes moyens que pour l'accès au premier niveau.

### Desserte
Le service de la ligne débute le matin à 5h30 et se termine le soir à 22h30. Durant les six premiers mois de l'exploitation les rames sont espacées de 10 minutes, après cette période de rodage, l'espacement entre les rames sera de 6 minutes en heure de pointe et de 10 minutes en temps normal. Le temps d'arrêt en station doit varier entre 25 et 50 secondes.

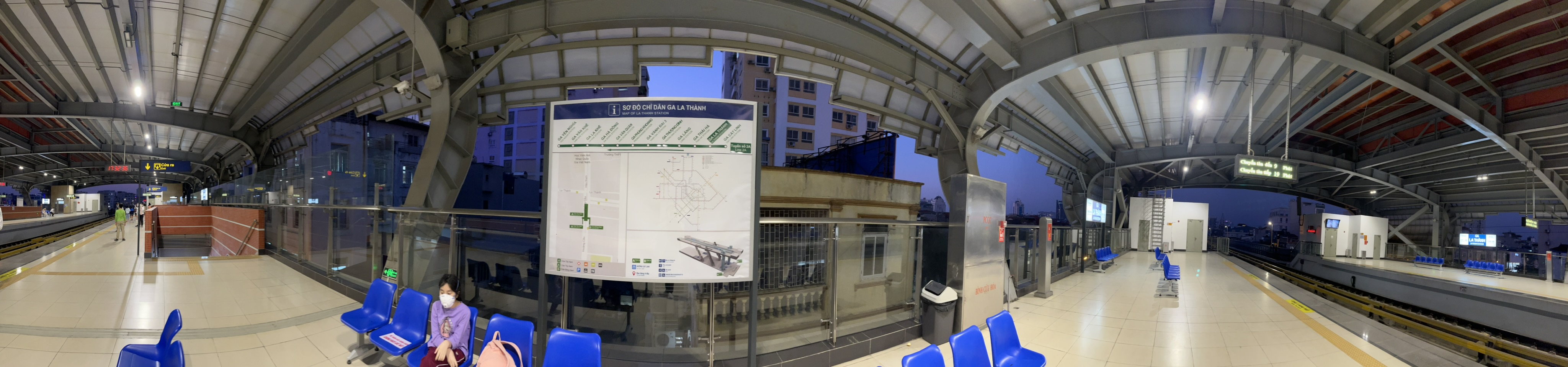
Panorama voies et quais.

### Intermodalité
La station est desservie par les bus de Hanoï des lignes 18, 23, 25, 30, 50, 144 et 145.. Des places de stationnement pour les véhicules des voyageurs, sont disponibles à proximité.